# Басейн Вісли
Басейн Вісли — водозбір річки Вісла, загальною площею 194,424 тис. км². Поширюється на території Польщі, України, Білорусі, Чехії та Словаччини. Сполучається з басейном Одри через Бидгощський канал та з басейном Дніпра — через Дніпровсько-Бузький канал.

## Загальна інформація
Площа території басейну на теренах Польщі становить 168 698,6 км², що складає 85 % басейну.
На територію України припадає 12 892 км² площі басейну, що становить 2,13 % території країни. Розміщується на територіях Волинської та Львівської областей. В межах України басейн займає північно-західну частину Волино-Подільської височини та захід Поліської низовини, охоплює 3 112 малих та середніх річок загальною довжиною 7 356 км, середня густота річкової мережі — 0,58 км/км². Вододіли проходять через пасма горбів, середня висота водозаборів — 250—350 м, похили — 20—90 м/км. Найбільші притоки — Західний Буг та Сян.

## Характеристика
Особливістю басейну Вісли є значна перевага правих приток над лівими, що зумовлене загальним нахилом Північно-Європейської рівнини у північно-західному напрямку. Середня витрата води у верхній течії Вісли становить 62 м³/сек.
Клімат басейну — помірно-континентальний, подібний до клімату Західної Європи, з м'якою зимою та відносно вологим літом, з частими відлигами взимку. Інтенсивні дощі спричинюють літньо-осінні паводки. Найхолоднішим місяцем є січень, найтеплішим — липень.